# Joaquim Planella i Parera
Joaquim Planella i Parera (c.1804-1875) fou un pintor català, vinculat a l'Escola de la Llotja, on va arribar a treballar com a professor.
Va realitzar diverses exposicions a Barcelona, on va conrear els gèneres de temàtica religiosa i costumista, així com paisatges i marines, tot i que la seva especialitat van ser les pintures de flors. Es conserva obra seva a l'Acadèmia de Belles Arts de Sant Jordi.